# Love Is Here to Stay
Love Is Here to Stay (in inglese: Il nostro amore sarà duraturo) è una canzone popolare divenuta uno standard jazz, composta da George e Ira Gershwin nel 1938 e interpretata da Kenny Baker nel  film Follie di Hollywood.